# Lewy czerwcowy
Lewy czerwcowy – książka Jacka Kurskiego i Piotra Semki, będąca zapisem wywiadów z politykami związanymi z rządem Jana Olszewskiego na temat kulis odwołania jego gabinetu dnia 4 czerwca 1992 roku. Wywiadów udzielili: Jarosław Kaczyński, Antoni Macierewicz, Jan Parys, Adam Glapiński i Grzegorz Kostrzewa-Zorbas. Książka została wydana w styczniu 1993 roku i liczy 256 stron. Na jej podstawie powstał w 1994 roku film dokumentalny „Nocna zmiana”. W 2016 roku Piotr Semka kontynuuje przemyślenia w stosunku do wydarzeń „czerwcowych”.
Także tytuł piosenki zespołu Kult z płyty Ostateczny krach systemu korporacji również nawiązującej do odwołania rządu Jana Olszewskiego i powierzenia misji utworzenia nowego gabinetu Waldemarowi Pawlakowi (wersja z próby została zamieszczona również na singlu Dziewczyna bez zęba na przedzie). Piosenka stała się znana dzięki refrenowi:
Tak, panie Waldku, pan się nie boi

Dwie trzecie Sejmu za panem stoi.